# Microvision
Il Microvision è un'apparecchiatura da videogioco sviluppata per la Milton Bradley Company nel 1979, e per via delle sue peculiarità è considerato la prima vera console portatile dotata di cartucce intercambiabili. Era infatti possibile usarlo per giocare ad un qualsiasi gioco programmato su apposite cartucce, e poteva essere tenuto in mano durante l'utilizzo.
Venne sviluppato da Jay Smith e dalla sua Smith Engineering, che due anni dopo realizzò il famoso Vectrex. Non era basato su un microprocessore, e i giochi del Microvision erano distribuiti tramite speciali cartucce dotate di schermo, da inserire sul supporto portatile.
Nel primo anno la Smith Engineering realizzò un fatturato di 8 milioni di dollari diventando un'industria milionaria. Lo schermo piccolo, i pochi giochi sviluppati (tredici) e una pessima disposizione dei tasti portarono alla dismissione della console nel 1981.
Le unità Microvision sono molto rare attualmente, e oggetto di collezione. La maggior parte di esse sono danneggiate: i difetti più comuni sono la rottura dello schermo per via della tecnologia LCD poco avanzata del tempo (tendeva a scurirsi progressivamente nell'utilizzo), vari danneggiamenti elettrostatici alla circuiteria e distruzione del keypad (la plastica utilizzata non era delle più resistenti).
Nonostante però tutti i suoi difetti, oggi la Microvision è considerata da molti come la prima vera console portatile mai creata visto che, appunto, per giocare bisognava inserire le cartucce dei videogiochi, e fu probabilmente il primo concetto di "console portatile" che allora, società come la Nintendo (oggi una delle più grandi case di videogiochi) cercavano di concretizzare.

## Caratteristiche tecniche
- CPU: Intel 8021 oppure TI TMS1100 (situati nelle cartucce)
- Video e risoluzione: 16 × 16 pixel LCD
- Dimensione dei registri: 4 bit (TMS1100), 8 bit (8021)
- Velocità del processore: 100 kHz
- RAM (integrata nella CPU): 64 bit (TMS1100), 8 byte (8021)
- ROM: 2K (TMS100), 1K (8021)
- Cartucce ROM: 2K (TMS 1100), 1K (8021) masked (integrate nella CPU; ogni gioco aveva quindi una CPU diversa)
- Processore per il Display Video: driver LCD proprietario (prodotto da Hughes)
- Suono: altoparlante (beeper) piezoelettrico
- Ingressi: keypad a 12 bottoni, un paddle
- Alimentazione: una pila da 9V se il processore era il TMS1100, 2 pile da 9V se era l'Intel 8021
- Consumi: 110 mW (TMS 1100), 1 Watt (8021)

## Giochi
Tra parentesi il nome usato sulle cartucce per l'Italia.
- 1979
  - Block Buster
  - Bowling
  - Connect Four  (Forza 4)
  - Mindbuster, non commercializzato in Europa
  - Pinball   (Flipper)
  - Star Trek: Phaser Strike   (Shooting Star)
  - Vegas Slots, non commercializzato in Europa
- 1980
  - Baseball, non commercializzato in Europa
  - Sea Duel  (Duello sul Mare)
- 1981
  - Alien Raiders, non commercializzato in Europa
  - Cosmic Hunter, non commercializzato in Europa
  - Space Blitz, commercializzato solo in Europa (Blitz)
- 1982
  - Barrage, non pubblicato
  - Super Blockbuster, commercializzato solo in Europa

In Europa sono usciti 8 titoli numerati da 1 a 8. Il n.1 Block Buster è stato commercializzato solo in bundle con la console, gli altri hanno la confezione numerata.
Di seguito gli otto titoli con i differenti nomi nei vari paesi di uscita. Il numero 8 non è uscito con la confezione in italiano, la versione italiana è in realtà quella inglese con l'aggiunta del manuale italiano.
1. Block Buster (Italia, Germania, UK, USA), Casse Brique (Francia)
2. Bowling (Italia, Francia, Germania, UK, USA)
3. Shooting Star (Italia, Francia, Germania, UK), Star Trek: Phaser Strike (USA)
4. Flipper (Italia, Francia, Germania), Pinball (UK, USA)
5. Forza 4 (Italia), Puissance 4 (Francia), 4 Gewinnt (Germania), Connect 4 (UK), Connect Four (USA)
6. Duello Sul Mare (Italia), Bataille Navale (Francia), See-Duell (Germania), Sea Duel (UK, USA)
7. Blitz (Italia, Francia. Germania), Space Blitz (UK)
8. Super Block Buster (Italia, Germania, UK), Super Casse Brique (Francia)